# Груинард
Остров Груинард (/ˈɡrɪnjərd/ GRIN-yərd; англ. Gruinard Island; гэльск. Eilean Ghruinneard; древнесканд. Grunnfjörðr, что означает Мелкий лиман) — небольшой шотландский остров овальной формы длиной примерно 2 км и шириной 1 км, расположенный в заливе Груинард, примерно на полпути между Гейрлохом и Аллапулом. Ближайшая к материку точка находится примерно в 1 км от берега. В 1942 году остров стал закрытой зоной и был опасен для всех млекопитающих после военных экспериментов с бактерией сибирской язвы, пока в 1990 году его не обеззаразили.

## Ранняя история
Остров был упомянут Дином Манро, который путешествовал по этому району в середине 16 века. Он писал, что это территория клана Маккензи, «полная лесов» (сегодня здесь нет деревьев) и что эта земля «„хороша“ (в оригинале вместо английского Good, шотландский диалектизм Guid) для взращивания воров и мятежников».
Исторически остров был разделен между графствами Россшир и Кромартишир. В 1881 году население составляло шесть человек. Груинар стал необитаем с 1920-х годов.

## Испытания биологического оружия
В 1942 году, во время Второй мировой войны, британские военные ученые из отдела биологии Портон-Дауна провели на Груинарде испытание биологического оружия. Британское правительство исследовало возможность применения биологического оружия с использованием сибирской язвы. Было признано, что испытания вызовут длительное заражение близлежащей территории спорами сибирской язвы, поэтому потребовался удаленный и необитаемый остров. Груинард был обследован, признан подходящим и реквизирован британским правительством у его владельцев. Метеоролог из Портон-Дауна сэр Оливер Грэм Саттон был назначен руководителем группы из пятидесяти человек для проведения испытания, а Дэвид Хендерсон отвечал за создание бактериальной бомбы. Заведующий кафедрой биологии Пол Файлдс часто посещал остров.
Выбранный высоковирулентный штамм сибирской язвы назывался «Vollum 14578», в честь Р. Л. Воллума, профессора бактериологии Оксфордского университета, который его поставлял. На остров были доставлены восемьдесят овец, а бомбы, наполненные спорами сибирской язвы, были взорваны недалеко от того места, где были привязаны отдельные группы. Овцы заразились сибирской язвой и начали умирать в течение нескольких дней после воздействия.
Некоторые из экспериментов были записаны на 16-миллиметровую цветную кинопленку, которая была рассекречена в 1997 году. Одна сцена показывает детонацию бомбы с сибирской язвой, закрепленной на конце высокого шеста, поддерживаемого оттяжками. После взрыва бомбы коричневатое аэрозольное облако уносится в сторону животных-мишеней. Более поздняя сцена показывает туши овец, зараженных сибирской язвой, которые сжигают в мусоросжигательных печах в конце эксперимента.
После того, как испытания были завершены, ученые пришли к выводу, что большой выброс спор сибирской язвы полностью загрязнит немецкие города, сделав их непригодными для проживания на десятилетия спустя. Эти выводы были подтверждены невозможностью обеззаразить остров после эксперимента — споры были достаточно прочными, чтобы сопротивляться любым попыткам обеззараживания.
В 1945 году, когда владелец острова потребовал его вернуть, Министерство снабжения признало, что остров был заражен, и поэтому его нельзя было отдать, пока он не будет признан безопасным. В 1946 году правительство согласилось приобрести остров и взять на себя ответственность за него. Владелец или её наследники смогут выкупить остров за 500 фунтов стерлингов, когда он будет объявлен «пригодным для проживания людей и животных».
В течение многих лет дезинфекция острова считалась слишком опасной и дорогостоящей, чтобы обеспечить доступ общественности, и остров Груинард был помещен в карантин на неопределённый срок. Посещение острова было запрещено, за исключением периодических проверок персоналом Портон-Даун для определения уровня загрязнения.

## Операция «Дарк Харвест»
В 1981 году в газеты стали поступать сообщения под заголовком "Операция «Дарк Харвест», в которых требовалось от правительства обеззаразить остров, и сообщалось, что «команда микробиологов из двух университетов» высадилась на остров с помощью местных жителей и собрала 140 кг грунта.
Группа пригрозила оставить образцы почвы «в соответствующих точках, что обеспечит быструю потерю безразличия правительства и столь же быстрое просвещение широкой общественности». В тот же день запечатанный пакет с почвой был оставлен возле военного исследовательского центра в Портон-Дауне; тесты показали, что он содержит бациллы сибирской язвы. Через несколько дней ещё один запечатанный пакет с землей был оставлен в Блэкпуле, где правящая Консервативная партия проводила свою ежегодную конференцию. В почве не было сибирской язвы, но официальные лица заявили, что почва похожа на почву с острова.

## Обеззараживание
Начиная с 1986 года были предприняты решительные усилия по обеззараживанию острова: 280 тонн раствора формальдегида, разведённого в морской воде, были распылены на все 196 гектаров острова, а наиболее загрязненный верхний слой почвы вокруг места рассредоточения был удален. Затем на остров было помещено стадо овец, которые остались здоровыми.
24 апреля 1990 года, после 48 лет карантина и четырёх лет после применения решения, представитель министерства обороны Майкл Нойберт посетил остров и объявил о его безопасности, сняв предупреждающие знаки. 1 мая 1990 года остров был выкуплен наследниками первоначального владельца по обещанной в 1945 году цене в 500 фунтов стерлингов. Возникла некоторая путаница, когда представители общественности не знали, что остров перепродается только первоначальным владельцам, и люди со всего мира отправляли письма британскому правительству с просьбой купить остров за 500 фунтов стерлингов.

## Лесной пожар
26 марта 2022 года остров был сожжен «от одного конца до другого» лесным пожаром. Очевидцы охарактеризовали происходящее как «апокалипсис».

## Влияние
Остров Груинард упоминается в романах Алана Скотта «Мутация сибирской язвы» (1971), «Враг» Десмонда Бэгли (1977), «Исвик» Хаммонда Иннеса (1991), «Море смерти» Ричарда П. Хенрика (1992), "Кулак Аллаха ". Фредерика Форсайта (1994), «Куантико» Грега Бира (2005), «Тайна выеденного яйца, или Смерть Шалтая» Джаспера Ффорде (2005), «Запретный остров» Малкольма Роуза (2009), «А потом ты умрешь» Айриса Йохансена (1998), «Остров» Р. Прайс (более известный как поэт Ричард Прайс) (2010 г.), «Невозможные мертвецы» Иэна Рэнкина (2011 г.) и «Белые сосны» Джеммы Амор (2020 г.). Он также является основным местом действия романа Кристины Фернандес Кубас «Эль-аньо-де-грасия», в котором главный герой проводит зиму, потерпев кораблекрушение на острове. Остров является основным местом действия романа Д. Л. Маршалла «Остров сибирской язвы» (2021).
В выпусках 187—188 комикса Hellblazer в рассказе под названием «Разведённые в костях» племянница главного героя оказывается на Груинарде в окружении плотоядных детей. Выпуски были выпущены в 2003 году, написаны Майком Кэри и проиллюстрированы Дугом Александром Грегори.
Эпизод британского военного сериала «Война Фойла» под названием «Плохая кровь» включал биологические испытания — отсылка к испытаниям на Груинарде.
В эпизоде сериала «Гавайи 5-O» вышедшего в 1970 года «Три мертвые коровы в Макапу, часть 2» был показан ученый, которого играет Эд Фландерс, который угрожал распространить смертельный вирус на острове Оаху. На допросе ученый кратко упоминает остров Груинард и то, что он будет непригоден для жизни в течение столетия из-за экспериментов с сибирской язвой.
«Отдаленные острова», пьеса шотландского драматурга Дэвида Грейга, получившая премию Fringe First, представляет собой вымышленный рассказ о визите двух британских ученых на остров в Шотландии, где правительство планирует испытать сибирскую язву, вдохновленную историей Груинарда.
Действие аудиодрамы «Доктор Кто» 2006 года «Ночные мысли» происходит на вымышленном острове Гравонакс, название и история которого вдохновлены историей Груинарда.
Британский телесериал 2013 года «Утопия» описывает вымышленную вспышку новой формы гриппа. Во время Эпизода 3 Дагдейл посещает предполагаемое место происхождения вируса на острове Фетлар, который находится на карантине. По прибытии сотрудники острова в оранжевых комбинезонах проносят одно из многочисленных тел на носилках, сцена почти идентична той, что была показана в исходных тестовых кадрах с острова Груинард. Однако в инсценировке персонал Фетлара показан в противопылевых масках, в отличие от противогазов, которые можно увидеть на кадрах с Груинарда; вероятно, из-за бюджетных ограничений (большая часть Утопии не снималась в тех местах, которые в ней упоминаются).
Эксперименты упоминаются в сюжетной линии 2-серийного эпизода «Доверие», (3 и 4 серия) 16-го сезона сериала BBC «Безмолвный свидетель».